# Scyllarus arctus
La magnosella (Scyllarus arctus (Linnaeus, 1758)) conosciuta anche come cicala di mare o batti batti, è un crostaceo decapodo della famiglia dei Scyllaridae. Non va confusa con la canocchia (Squilla mantis), anch'essa talvolta chiamata "cicala di mare" nel linguaggio comune, ma appartenente a famiglia e ordine differenti.

## Descrizione
Da 10 ai 15-16 centimetri di lunghezza, non adatta al nuoto. Corpo appiattito, con antenne piatte a paletta, leggermente violacee sui bordi e frastagliate. Carapace bruno, scaglie e spine gialle.

## Distribuzione
Comune nel Mar Mediterraneo, nel Mare di Marmara, sulle coste del Marocco, Azzorre, Isole Canarie, segnalata anche sulle rive portoghesi. Dai 5 ai 50 metri di profondità. È una specie rara, protetta in Italia poiché sensibile alla pesca ed all'inquinamento.

## Specie affini
Molto simile alla Scyllarides latus (magnosa), con cui viene confusa, anche se le dimensioni della S. latus sono decisamente più considerevoli. Altro segno di differenziazione è il margine delle antenne, frastagliato nella S. arctus e liscio nella magnosa.
Alla stessa famiglia appartiene il palibaco (Palibacus praecursor), oggi estinto.